# آرامگاه تحوتموس دوم

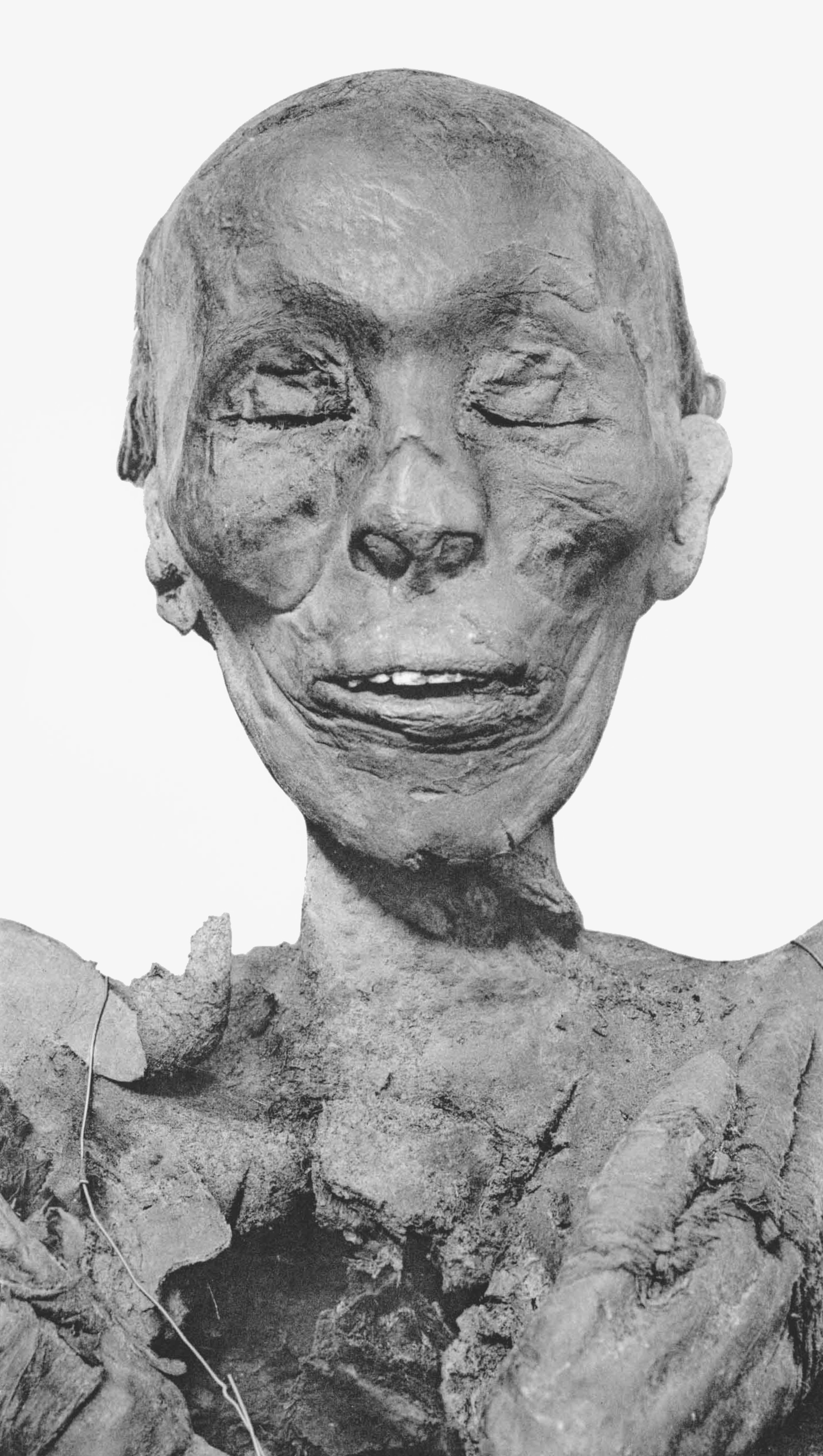
سر مومیایی شده تحوتموس دوم

آرامگاه تحوتموس دوم، که توسط اشرد عمر در سال ۲۰۲۲ کشف شد و در سال ۲۰۲۵ به آن نسبت داده شد، یک مقبره سلطنتی متعلق به مصر باستان است که در منطقه وادی جبانت القُرود در غرب اقصر واقع شده است. این مقبره که با شماره مقبره وادی C-4 نیز شناخته می‌شود، توسط یک هیئت باستان‌شناسی مشترک مصری-بریتانیایی شناسایی شد. این مقبره به توتمس دوم، فرعونی از قرن‌های ۱۶ تا ۱۵ قبل از میلاد، مرتبط است. مومیایی تحوتموس در این مقبره وجود ندارد، زیرا قبلاً در سال ۱۸۸۱ در مخزن سلطنتی (Royal Cache) کشف شده بود. دولت مصر به اشتباه این مقبره را اولین مقبره سلطنتی مصری اعلام کرد که از زمان کشف مقبره توت‌عنخ‌آمون در سال ۱۹۲۲ پیدا شده  است. 

## اکتشاف
مقبره تحوتموس  دوم در جریان کاوش‌های گسترده‌تر باستان‌شناسی که در وادی‌های غربی انجام شد، کشف گردید. اکتشاف اولیه در اکتبر ۲۰۲۲ با کشف ورودی و گذرگاه اصلی آن در وادی C غرب اقصر، که به عنوان وادی C-4 نام‌گذاری شد، آغاز گردید. اعتقاد بر این بود که این مقبره از دوره میانی سوم (Third Intermediate Period) مهر و موم شده باقی مانده است. سیلاب های مکرر، محور اصلی مقبره را با آوارهای فشرده‌ای پر کرده بود که به سختی بتن سفت شده بودند. این امر همچنین باعث تضعیف یکپارچگی ساختاری سقف‌های مقبره شده و منجر به فروریختن بخش‌هایی از آن گردید.
تیم باستان‌شناسی در ابتدا گمان می‌کرد که این مقبره متعلق به یک همسر سلطنتی است، زیرا در نزدیکی مقبره‌های سه همسر تحوتموس سوم و محل دفن ملکه‌گونه‌ی هتشپسوت قرار داشت. کاوش‌های دقیق و موشکافانه به مدت نزدیک به سه سال ادامه یافت تا اینکه مالکیت سلطنتی مقبره تأیید شد.
وزارت گردشگری و آثار باستانی مصر اعلام کرد که این کشف، اولین کشف یک مقبره فرعون از زمان کشف مقبره توت‌عنخ‌آمون در سال ۱۹۲۲ بوده است. در واقع، چندین مقبره سلطنتی از زمان توت‌عنخ‌آمون کشف شده‌اند، مانند مقبره پسوسنس اول در سال ۱۹۴۰ و مقبره سنب‌کای در سال ۲۰۱۴. با این حال، مقبره تحوتموس دوم اولین مقبره سلطنتی از دوره پادشاهی جدید (New Kingdom) بود که از زمان کشف مقبره توت‌عنخ‌آمون پیدا شد.

## معماری و طراحی

پلان مقبره

مقبره تحوتموس دوم از طراحی معماری ساده‌ای برخوردار است که ویژگی دوره پس از حکومت او بوده و بر ساختارهای تدفینی حاکمان بعدی مصر تأثیر گذاشته است. موقعیت این مقبره در نزدیکی دره پادشاهان و محل دفن همسران سلطنتی، بینشی از تحول شیوه‌های تدفین سلطنتی در طول دودمان هجدهم ارائه می‌دهد. این مقبره حول یک طرح اولیه از "طراحی چرخش به چپ" ساخته شده است که بعدها به استاندارد مقبره‌های سلطنتی دودمان هجدهم تبدیل شد.
مقبره دارای سه اتاق بزرگ‌تر است که توسط کاوشگران به عنوان اتاق‌های A، B و C نام‌گذاری شده‌اند. اتاق A (با ابعاد ۵٫۳ در ۵٫۲ متر و ارتفاع ۳٫۴ متر) داخلی‌ترین و بزرگ‌ترین اتاق است که زمانی تزئین شده بود، اما تنها بخش‌های کوچکی از تزئینات آن، عمدتاً در گوشه‌ها، حفظ شده‌است. دو راهرو وجود دارد: راهرو ۱، راهرو اصلی است که ورودی را تشکیل می‌دهد و به اتاق D منتهی می‌شود. راهرو ۲ بعداً ساخته شده است. این راهرو از سمت غربی راهرو ۱ شروع می‌شود و به اتاق اصلی A می‌رسد، جایی که ۱٫۷ متر بالاتر از سطح کف وارد می‌شود.
راهرو دوم که "غیرمعمول" توصیف شده است، با پوشش گچ سفید ساخته شده و شواهدی از دو مرحله گسترش را نشان می‌دهد. برخلاف راهروهای معمولی مقبره‌ها که به سمت پایین شیب دارند، این راهرو به سمت بالا زاویه دارد و در ارتفاع ۱٫۴ متر (یا ۱٫۷ متر) بالاتر از کف اتاق با اتاق دفن تلاقی می‌کند. شواهد باستان‌شناسی نشان می‌دهد که این تغییر به عنوان یک مسیر خروج اضطراری پس از مسدود شدن راهرو اصلی توسط سیلاب‌ها ایجاد شده است.
وضعیت مقبره به طور قابل توجهی آسیب دیده بود، که عمدتاً به دلیل سیلاب‌هایی بود که اندکی پس از تدفین تحوتموس دوم رخ داده بود. شواهد باستان‌شناسی نشان می‌دهد که پس از این سیلاب‌های باستانی، بسیاری از محتویات اصلی مقبره برای محافظت از آن‌ها در برابر آسیب‌های بیشتر جابه‌جا شده‌اند. در قرن‌های پس از تدفین اولیه او، تحوتموس دوم به مخزن دیر البحری منتقل شد، جایی که مومیایی او در قرن نوزدهم کشف شد.

## داخل مقبره
محتوای مقبره شامل چندین شیء باستانی بود که مالکیت سلطنتی آن را تأیید می‌کرد. عناصر تزئینی باقی‌مانده شامل ظروف آلاباستری با کتیبه‌های هیروگلیفی از نام تحوتمس دوم بود که به او با عنوان اوزیریس آخپرنره (اشاره به نام تحوتمس دوم) اشاره می‌کرد. همچنین کتیبه‌های هیروگلیفی از همسر-خواهرش، هاتشپسوت، نشان می‌دهد که مراسم تدفین او توسط هاتشپسوت انجام شده است، زیرا پسر و جانشین او، تحوتمس سوم، برای انجام این مراسم بسیار جوان بود. اشیاء کشف‌شده اولین اثاثیه تدفینی متعلق به تحوتمس دوم بودند که تاکنون یافت شده‌اند. باستان‌شناسان حدس می‌زنند که سایر اشیاء توسط سیلاب‌های مقبره از بین رفته‌اند. هیچ قطعه‌ای از وسایل تدفین اصلی یافت نشد، اما تعداد زیادی قطعات سفالی، عمدتاً از اتاق‌های B و C، نشان می‌دهد که یک تدفین در این مکان انجام شده است.

## دکور تزئینات
بسیاری از تزئینات دیواری به شدت توسط سیلاب‌های ناگهانی که به طور دوره‌ای در دره جاری می‌شوند، آسیب دیده‌اند. کاوش‌ها قطعاتی از ملات را نشان داد که با کتیبه‌های آبی رنگ همراه با نقوش ستاره‌های زرد تزئین شده بودند. روی قطعاتی از یک پس‌زمینه زرد رنگ (که به منظور شبیه‌سازی پاپیروس قدیمی طراحی شده بود)، مشخص شد که مقبره همچنین شامل بخش‌هایی از «آمدوات» (Amduat) بوده است؛ متنی تدفینی که معمولاً در مقبره‌های سلطنتی آن دوره یافت می‌شد و هدف آن راهنمایی سلاطین متوفی در زندگی پس از مرگ بود. این متن به خط هیروگلیف کتابتی نوشته شده بود که بیشتر برای متون مقدس روی پاپیروس استفاده می‌شد. بنابراین، باستان‌شناسان حدس زدند که تزئینات مقبره در اصل شبیه به مقبره KV34، مقبره پسر تحوتمس دوم، تحوتمس سوم، بوده است. 